# 胡堅強
胡堅強（フー・チェン・チャン、フー・チェン・チアン）は武術家、中華人民共和国の俳優。中国武術普及のため俳優を始める。1991年アルゼンチンに移住し、武術館を設立して指導。97年アメリカに移って二軒の武術館を設立した。

## 出演
- 少林寺
- 少林寺2
- 阿羅漢
- 将軍家光の乱心 激突

| スタブアイコン | サブスタブ | この項目は、まだ閲覧者の調べものの参照としては役立たない、人物に関連した書きかけの項目です。この項目を加筆・訂正などしてくださる協力者を求めています（P:人物伝/PJ:人物伝）。 |

| スタブアイコン | サブスタブ | この項目は、まだ閲覧者の調べものの参照としては役立たない、俳優（男優・女優）に関連した書きかけの項目です。この項目を加筆・訂正などしてくださる協力者を求めています（P:映画/PJ芸能人）。 |